# Giovanni Bondi
Giovanni Bondi (Venzone, XIV secolo – ...) è stato un oratore italiano.
Di lui si ricordano l’Ars dictandi e le Flores regolarum, fini trattati di retorica.